# Cazul absolutiv
În gramatică, cazul absolutiv (abreviat abs) este cazul substantivelor din limbile ergativ-absolutive care ar fi, în general, subiectele verbelor intranzitive sau obiectele verbelor tranzitive în echivalentele traduse ale limbilor nominativ-acuzative, cum ar fi româna.

## În limbile ergativ-absolutive
În limbile care folosesct structura de acțiune ergativ-absolutive, absolutivul este cazul folosit pentru a marca atât subiectul unui verb intranzitiv, cât și obiectul unui verb tranzitiv, pe lângă faptul că este folosit pentru forma de citare a unui substantiv. Acesta contrastează cu cazul ergativ marcat, care marchează subiectul unui verb tranzitiv. În aceste limbi, deseori cazul absolutiv este folosit pentru a marca subiectul și numele predicativ când este folosit un verb copulativ.
De exemplu, în bască substantivul mutil 'băiat' ia doar articolul de singular -a atât ca subiect al propoziției intranzitive mutila etorri da ('băiatul a venit') și ca obiect al clauzei tranzitive Irakasleak mutila ikusi du ('profesorul a văzut băiatul') în care agentul poartă terminația ergativă -a-k. Fiind nemarcat decât de acest articol, cuvântul este în absolutiv.
În foarte puține cazuri, a fost raportat un absolutiv marcat, în limbile Nias și Sochiapam Chinantec.
| lugal-Ø                    | muĝen |
| rege-ABS                   | kam   |
| Regele vine. (intranzitiv) |       |

| lugal-e                             | bàd-Ø     | insìg       |
| rege-ERG                            | zidul-ABS | riss nieder |
| Regele a dărâmat zidul. (transitiv) |           |             |

## În limbile tripartite
În limbile tripartite, atât agentul, cât și obiectul unei clauze tranzitive au forme de caz, ergativ și acuzativ, iar agentul unei clauze intranzitive este forma de citare nemarcată. Se numește ocazional și caz intranzitiv, dar se folosește și absolutiv. Altfel spus, toate cele 3 posibile roluri ale unei perifraze nominale sunt marcate morfosintactic diferit între ele.

## Alte utilizări
Ocazional, termenul „caz absolutiv” (sau de asemenea: „caz absolut”) este folosit pentru forma de caz nemarcată în limbile cu alte tipuri de structuri de acțiune. Acest lucru este frecvent în tradiția lingvistică descriptivă a limbilor africane. În limbile nominativ marcat, unde nominativul este marcat morfosintactic, acuzativul este nemarcat și servește ca formă de citare. În aceste limbi, acuzativul nemarcat/forma de citare este astfel adesea numit „absolutiv”. Pe de altă parte, în anumite limbi nominativ-acuzative, acuzativul este cel care este marcat explicit pentru caz, în timp ce nominativul este nemarcat și servește ca formă de citare. În astfel de situații, termenul „absolutiv” este folosit ocazional pentru a descrie nominativul nemarcat/forma de citare.